# 黃岳泰
黃岳泰（英語：Arthur Wong Ngok-Tai，1956年7月2日—） ，祖籍廣東台山市，香港电影摄影师，父親黃捷为著名電影攝影師 ，为香港專業電影攝影師學會（HKSC）的创辦人和荣誉主席。至今已获得过九次香港電影金像獎最佳攝影獎，是香港電影攝影得獎之冠。

## 个人简介
黄岳泰生长于一个电影世家，他自小就与电影结下不解之缘。其父黄捷是1950年代和1960年代香港著名的电影摄影师，曾拍过《如来神掌》、《黄飞鸿》等电影。黄岳泰于1976年开始了摄影生涯，至今已完成电影长片超过110部，至今荣获各种摄影奖项超过16次之多。
与他合作过的著名导演包括：吴宇森、林岭东、洪金宝、成龙、袁和平、许鞍华及徐克等。

## 摄影风格
黄采用的多方位同时摄影技术很出众。

## 摄影作品

### 1970年代
- 老爺車縱火謀殺案（1977）[4]
- 姦魔（1977）
- 少林三十六房（1978）
- 中華丈夫（1978）
- 老夫子奇趣錄（1978）
- 螳螂（1978）
- 烏龍濟公（1978）
- 茅山殭屍拳（1979）
- 一膽二力三功夫（1979）
- 瘋猴（1979）
- 爛頭何（1979）

### 1980年代
- 破戒大師（1980）
- 何方神聖（1981）
- 再生人（1981）
- 邊緣人（1981）
- 最佳拍檔（1982）
- 鯊魚燒賣（1982）
- 夜驚魂（1982）
- 打擂台（1983）
- 最佳拍檔大顯神通（1983）
- 盟（1983）
- 風水二十年（1983）
- 陰陽錯（1983）
- 貓頭鷹與小飛象（1984）
- 快餐車（1984）
- 馬後砲（1984）
- 福星高照（1985）
- 龍的心（1985）
- 江湖了斷（1985）
- 夏日福星（1985）
- 歌舞昇平（1985）
- 富貴列車（1986）
- 兩公婆八條心（1986）
- 霹靂大喇叭（1986）
- 殭屍家族（1986）
- 東方禿鷹（1987）
- 金燕子（1987）
- 龍兄虎弟（1987）
- 凌晨晚餐（1987）
- 凶貓（1987）
- 奇蹟（1989）

### 1990年代
- 倩女幽魂II人間道（1990）
- 飛鷹計劃（1991）
- 黃飛鴻（1991）
- 財叔之橫掃千軍（1991）
- 駁腳差佬（1991）
- 雙龍會（1992）
- 新龍門客棧（1992）
- 西藏小子（1992）
- 戰神傳說（1992）
- 黃飛鴻之二男兒當自強（1992）
- 黑豹天下（1993）
- 天長地久（1993）
- 重案組（1993）
- 誘僧（1993）
- 少年黃飛鴻之鐵馬騮（1993）
- 黃飛鴻之四：王者之風（1993）
- 獨立時代（1994）
- 都市情緣（1994）
- 等著你回來（1994）
- 狂野生死戀（1995）
- 大冒險家（1995）
- 賭神3之少年賭神（1996）
- 攝氏32度（1996）
- 大三元（1996）
- 衝鋒隊：怒火街頭（1996）
- 浪漫風暴（1996）
- 麻麻帆帆（1996）
- 宋家皇朝（1997）
- 玻璃之城（1998）
- KO雷霆一擊（1998）
- 殺手之王（1998）
- 不夜城（1998）
- 紫雨風暴（1999）
- 特警新人類（1999）

### 2000年代
- 公元2000 (2000)
- 刮痧（2000）
- 幽靈人間（2001）
- 雙瞳（2002）
- 龍的深處：失落的拼圖（2003）
- 六樓后座（2003）
- 戀之風景（2003）
- 飛龍再生（2003）
- 魔幻廚房（2004）
- 詭絲（2006）
- 投名狀（2007）
- 畫皮（2008）
- 十月圍城（2009）
- 愛到底（2009）

### 2010年代
- 東風雨（2010）
- 拳皇（2010）
- 財緣萬歲（2010）
- 倩女幽魂（2011）
- 画皮Ⅱ（2012）

## 其他作品

### 导演作品
- 發圍（1980）
- 皇家師姐III雌雄大盜（1988）
- 別有動機（2015）

### 监制作品
- 戀之風景（2003）
- 六樓后座（2003）
- A貨B貨（2007）
- 財緣萬歲（2010）

### 演员作品
- 色情男女（1996）
- 野獸刑警（1998）
- 皇家香港警察的最後一夜之一體兩旗（1999）...阿輝
- 野獸之瞳（2001）
- 魂魄唔齊（2002）
- 無間道II（2003）
- 六樓后座（2003）
- 詭絲（2006）
- 機動部隊絕路（2008）
- 大茶飯（2014）

## 奖项

### 香港金像獎
黃岳泰从1983年到2010年一共获得过九次香港電影金像獎最佳攝影，其中1998年、1999年和2000年三届以及2008年、2009年和2010年三届连续获奖，是第一个三连冠的金像奖得主，更是获得香港金像獎次数最多的一位香港电影人，获奖作品如下：
- 1983 夜驚魂
- 1998 宋家皇朝
- 1999 不夜城
- 2000 紫雨風暴
- 2002 幽靈人間
- 2004 戀之風景
- 2008 投名狀
- 2009 畫皮
- 2010 十月圍城

另外他还有12部获得过最佳攝影提名：
- 1982 再生人
- 1990 奇蹟
- 1992 黃飛鴻
- 1993 新龍門客棧
- 1993 黃飛鴻之二男兒當自強
- 1994 天長地久
- 1995 等著你回來
- 1996 狂野生死戀
- 1997 衝鋒隊:怒火街頭
- 1997 浪漫風暴
- 2000 特警新人類
- 2003 雙瞳

### 金马奖
- 1982年最佳摄影提名（再生人）
- 1992年最佳摄影提名（新龍門客棧）
- 1993年最佳摄影提名（誘僧）
- 1994年最佳摄影提名（獨立時代）
- 1998年最佳摄影提名（宋家皇朝）
- 1999年最佳摄影奖（紫雨风暴）
- 2008年最佳摄影提名（投名狀）
- 2010年最佳摄影提名（十月围城）

### 其他奖项
- 2008年第二届亚洲电影大奖最佳摄影提名（投名状）